# Jean-François Bizot
Pour les articles homonymes, voir Bizot et Famille Bizot.
Jean-François Bizot, né le 19 août 1944 dans le 15e arrondissement de Paris où il est mort le 8 septembre 2007, est un homme de presse, de littérature, de radio et de cinéma français.

## Biographie
Dernier des cinq enfants d'Ennemond Bizot (1900-1988), ingénieur polytechnicien, président de sociétés du secteur de la chimie (Rhône-Poulenc…), membre du conseil d'escompte et du conseil consultatif de la Banque de France, et de Marguerite Gillet (1904-1986), mariés en 1925, il est issu par ses deux parents de la haute bourgeoisie catholique lyonnaise, propriétaire de plusieurs sociétés de textiles (dont Rhodiacéta). Un de ses oncles, le financier Henry Bizot, cofondateur de ce qui deviendra la BNP a été l'un des fondateurs de Témoignage chrétien
Ses arrière-grands-parents lillois, Clémence Lepoutre et Albert Motte, étaient à la tête d’une puissante industrie textile. Son aïeul, Pierre-François Lepoutre (1735-1801), fut élu député de Lille aux États généraux.
Après des classes prépa au Lycée privé Sainte-Geneviève, Jean-François Bizot étudie à l'école nationale supérieures des industries chimiques de Nancy (promotion 1966) et passe une licence de sciences économiques. 
Il est un temps ingénieur-économiste au Bureau d'information et prévisions économiques (BIPE), puis devient journaliste à L'Express de 1967 à 1970. À l'été 1968, Jean-Jacques Servan-Schreiber l'envoie aux États-Unis. Il y rencontre entre autres la mouvance de Kerouac et Ginsberg, le rock psychédélique, le mouvement hippie et la contre-culture americaine, et en rapporte son premier article publié. Politiquement, il suit un temps les maoïstes, puis le PSU, mais choisit rapidement la voie libertaire dont il ne déviera pas.
Héritier fortuné d'une riche famille dès l'âge de 21 ans, Jean-François Bizot décide de mettre son argent au service de la contre-culture et de l'underground. En mai 1970, il reprend le magazine de free jazz Actuel fondé par le producteur et propriétaire du label "Byg" Jean Karakos. Avec notamment Michel-Antoine Burnier, Bernard Kouchner, Didier Chapelot, Patrick Rambaud,  Jean-Pierre Lentin, etc., il en fait le premier organe de Free Press à la française et innove par ses sujets décalés et contestataires ainsi que par sa maquette colorée. Il crée ensuite pour le gérer, en 1972, le groupe de presse indépendant Nova Press dont le nom s'inspire d'un roman de William Burroughs.
Il se passionne bien avant l'heure pour toutes les cultures alternatives, du mouvement hippie dans les années 1970 au hip-hop et aux musiques électroniques techno dans les années 1980 et 1990. Il participe à faire découvrir aux Français les "comix" de Robert Crumb et Gilbert Shelton, le rock psychédélique, mais aussi le rap. Avec Actuel première formule ("Actuel Nova Press" de 1970 à 1975), deux almanachs, en 1977 et 1978,  puis la deuxième formule ("Actuel, nouveau et intéressant" de 1980 à 1995), il rend compte dès leurs débuts de mouvements sociaux à l'époque occultés ou réprimés : mouvement pour la reconnaissance des homosexuels, anti-racisme, écologie, libération de la femme, droit à l'avortement, libération sexuelle, pornographie tout en prenant dans les années 1980 une orientation en phase avec le reflux des utopies et le retour du libéralisme en politique.
Actuel est un journal mythique aux yeux des journalistes, véritable laboratoire d'idées et pépinière de talents.
Jean-François Bizot cofonde  Radio Nova en 1981, et cette radio devient, elle aussi, un vivier pour des journalistes et humoristes tels que Philippe Vandel, Karl Zéro, Édouard Baer, Ariel Wizman, Jamel Debbouze ou même Tariq Krim.
Lorsque Actuel s'arrête en 1995, il crée le mensuel parisien urbain Nova Mag, qu'il arrête en 2004. Le journal est successivement dirigé par Patrick Zerbib, Catherine Nerson, Vincent Borel, Emmanuel Tellier, Bruno Costemalle. Entretemps, il reprend en 1999 une station-radio en difficulté et créée TSF, « la radio jazz », avec Frank Ténot,.
Il meurt, à 63 ans, des suites d'un cancer de la vessie, le 8 septembre 2007,,. De cette maladie dont il souffrait depuis plusieurs années, il a fait un livre : Un moment de faiblesse, en 2003. La ministre de la Culture, Christine Albanel, a rendu hommage à ce « pionnier des cultures alternatives, curieux de tout » et Bernard Kouchner a salué un « formidable compagnon d'aventures » et un « défricheur qui a su épouser les contours de son rêve. »
Les romans de Bizot Les Déclassés (1976), puis sa suite Les Années blanches (1979) rendent compte de cette errance intellectuelle et politique, entre l'idéal hippie, le militantisme gauchiste parisien et l'entrée dans un nouveau monde, régi par la publicité et la confusion des genres, .
Dans son roman uchronique The Beatles Are Back Again!, Arnaud Hudelot imagine que Jean-Francois Bizot interviewe John Lennon au  château d'Hérouville en 1973 pour le magazine Actuel.

### Cinéma
- 1972 : La Route
- 1995 : La Route des gitans
- 1995 : Get Up, Stand Up : l'Histoire du reggae

### Essais
- Jean-Pierre Lentin, Daniel Meyer, Alain Gourdin, C'est demain la veille, entretiens, Paris, Actuel - Seuil, 1973 (ISBN 978-2020021920).
- Au parti des socialistes, enquête avec Léon Mercadet et Patrice Van Eersel, Paris, Grasset, 1975.
- Underground. L’Histoire, Paris, Actuel - Denoël, 2001.
- Vaudou et compagnies. Histoires noires de Abidjan à Zombies, Paris, Actuel - Panama, 2005
- Paul Rebeyrolle - Plongeons dans la peinture, Eymoutiers, Éditions de l'Espace Paul Rebeyrolle, 2005.
- Revu et corrigé, Paris, Scali, 2005.
- Free Press : la Contre-culture vue par la presse Underground, Paris, Actuel - Panama, 2006, rééd. Nova Éditions, 2010.
- Le cannabis et moi : De 15 à 65 ans, 200 fumeurs racontent, avec Jean-Pierre Lentin, Paris, Actuel - Panama, 2007.
- Jean-François Bizot présente la New Wave, concocté par Mariel Primois et Jean Rouzaud, Paris, Actuel - Panama, 2007.

### Romans, récits, poèmes
- Les Déclassés, Paris, Éditions du Sagittaire, Grasset, 1976, 2003 (ISBN 978-2246293729)
- Les Années blanches, Paris, Grasset, 1979 (ISBN 978-2246008521)
- Un moment de faiblesse, Paris, Grasset, 2003[13].
- Une bonne correction, Paris, Panama, Actuel, 2005 (ici, il s'agit de poèmes originaux modifiés par Bizot)

### Traductions
- Charles Bukowski, Contes de la folie ordinaire, tr. de l'américain avec Léon Mercadet, 1977, Livre de Poche, 1983.

## Sources
- Luc Chatel, « Big Bizot », Témoignage chrétien,‎ 12 octobre 2006 (lire en ligne).